# Thakurdwara (Nepal)
Thakurdwara (nep. ठाकुरद्वारा) – gaun wikas samiti w zachodniej części Nepalu w strefie Bheri w dystrykcie Bardiya. Według nepalskiego spisu powszechnego z 2001 roku liczył on 1220 gospodarstw domowych i 7720 mieszkańców (3776 kobiet i 3944 mężczyzn).